# Fyraårskontroll
Fyraårskontroll är i Sverige en medicinsk undersökning av barn som genomförs när de fyller fyra år. Vid kontrollen undersöks bland annat längd, vikt, syn och hörsel. Ett taltest där barnet ska kunna svara på frågor och berätta om bilder genomförs också.